# Stor-Holmsjön, Lappland
Stor-Holmsjön är en sjö i Vilhelmina kommun i Lappland och ingår i Ångermanälvens huvudavrinningsområde. Sjön har en area på 0,264 kvadratkilometer och ligger 346 meter över havet. Sjön avvattnas av vattendraget Risån.

## Delavrinningsområde
Stor-Holmsjön ingår i det delavrinningsområde (716219-155582) som SMHI kallar för Utloppet av Stor-Holmsjön. Medelhöjden är 361 meter över havet och ytan är 1,47 kvadratkilometer. Räknas de 25 avrinningsområdena uppströms in blir den ackumulerade arean 310,99 kvadratkilometer. Risån som avvattnar avrinningsområdet har biflödesordning 3, vilket innebär att vattnet flödar genom totalt 3 vattendrag innan det når havet efter 292 kilometer. Avrinningsområdet består mestadels av skog (80 procent). Avrinningsområdet har 0,27 kvadratkilometer vattenytor vilket ger det en sjöprocent på 18 procent.